# آندریفکا (شهرستان بیرسکی، باشقیرستان)
آندریفکا (انگلیسی: Andreyevka, Birsky District, Republic of Bashkortostan) یک شهرک در شهرستان بیرسکی باشقیرستان کشور روسیه است.